# Mikaela Wulff
Mikaela Wulff, född den 24 april 1990 i Helsingfors, är en finlandssvensk seglare.
Hon tog OS-brons i match racing i samband med de olympiska seglingstävlingarna 2012 i London.